# ملعب فاسيل ليفسكي الوطني
ملعب فاسيل ليفسكي الوطني هو ملعب كرة قدم يقع في صوفيا عاصمة بلغاريا . يسع الملعب لجلوس 43,632 متفرج . يعتبر الملعب الرسمي الذي يخوض فيه منتخب بلغاريا مبارياته الدولية . تم افتتاح الملعب في سنة 1953 .